# Cranaella tuberculata
Cranaella tuberculata är en insektsart som beskrevs av Willy Adolf Theodor Ramme 1941. Cranaella tuberculata ingår i släktet Cranaella och familjen gräshoppor. Inga underarter finns listade i Catalogue of Life.